# Antoni Marek (biskup)
Antoni Marek – duchowny Koptyjskiego Kościoła Ortodoksyjnego, od 1976 biskup Afryki. Sakrę otrzymał 13 czerwca 1976 roku.